# Musée Léonard-de-Vinci
Pour les articles homonymes, voir Vinci.
Le musée Léonard-de-Vinci (Museo Leonardo da Vinci, en italien) est un musée consacré au génie de la Renaissance Léonard de Vinci (1452-1519), fondé à Vinci (à 40 km à l'ouest de Florence) en Toscane en Italie.

## Historique
L'idée de la fondation de ce musée du village de Vinci (à 3 km du lieu-dit Anchiano, de la maison natale de Léonard de Vinci) remonte à 1919 (pour la célébration du 400e anniversaire de sa disparition), lorsque le château des comtes Guidi du XIe siècle est donné à la municipalité. 

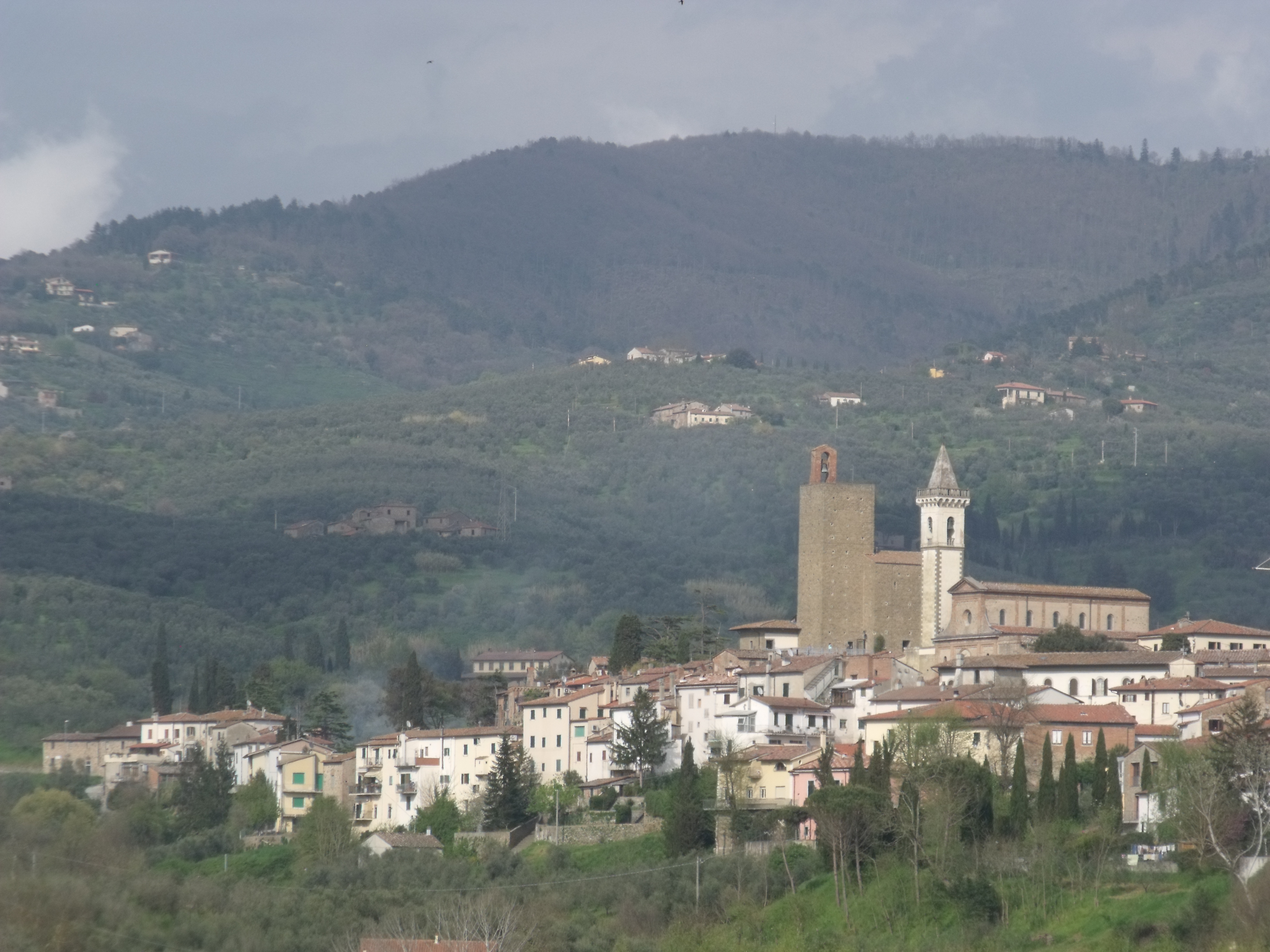
Vinci et son château musée
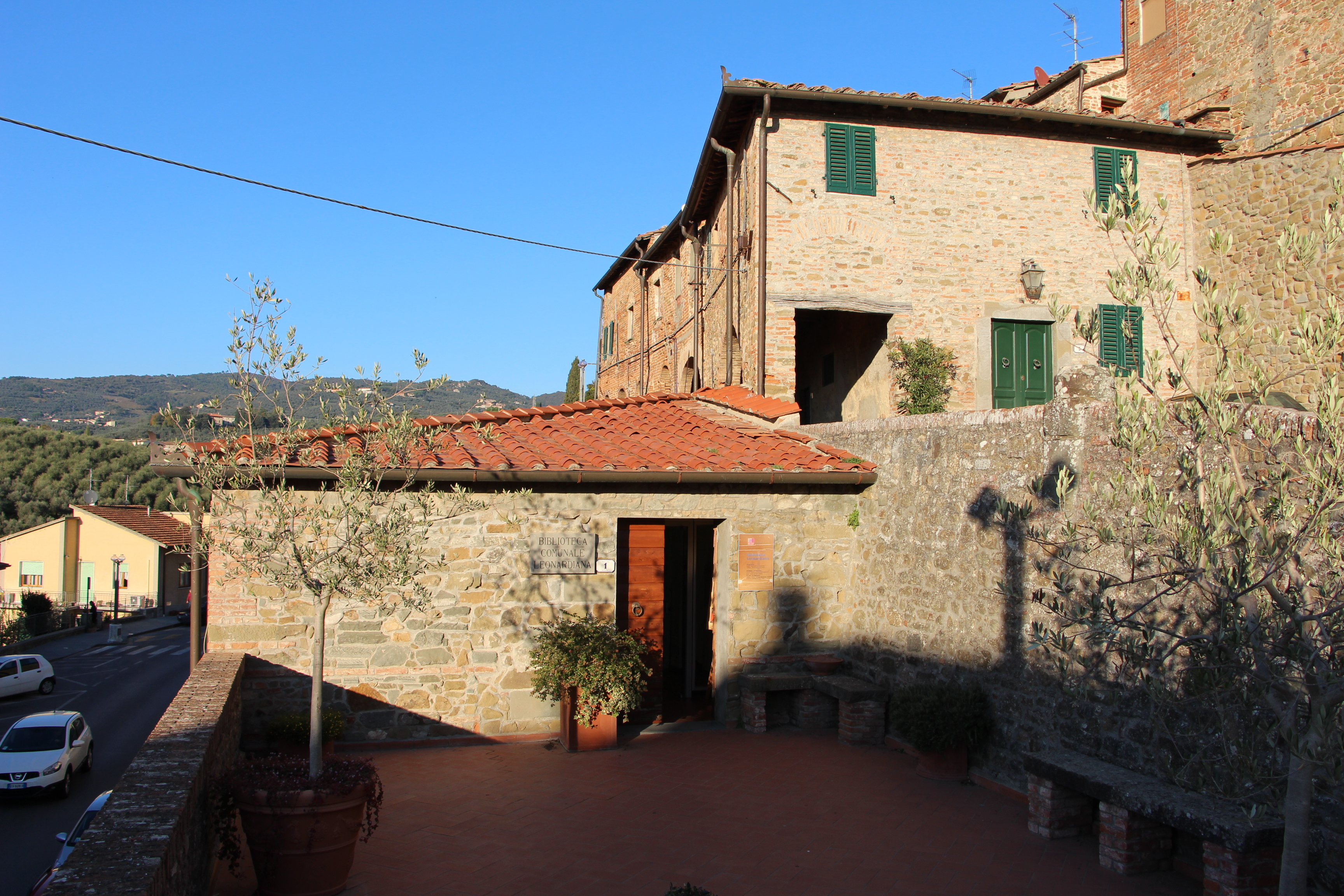
Bibliothèque Léonard de Vinci de 1883
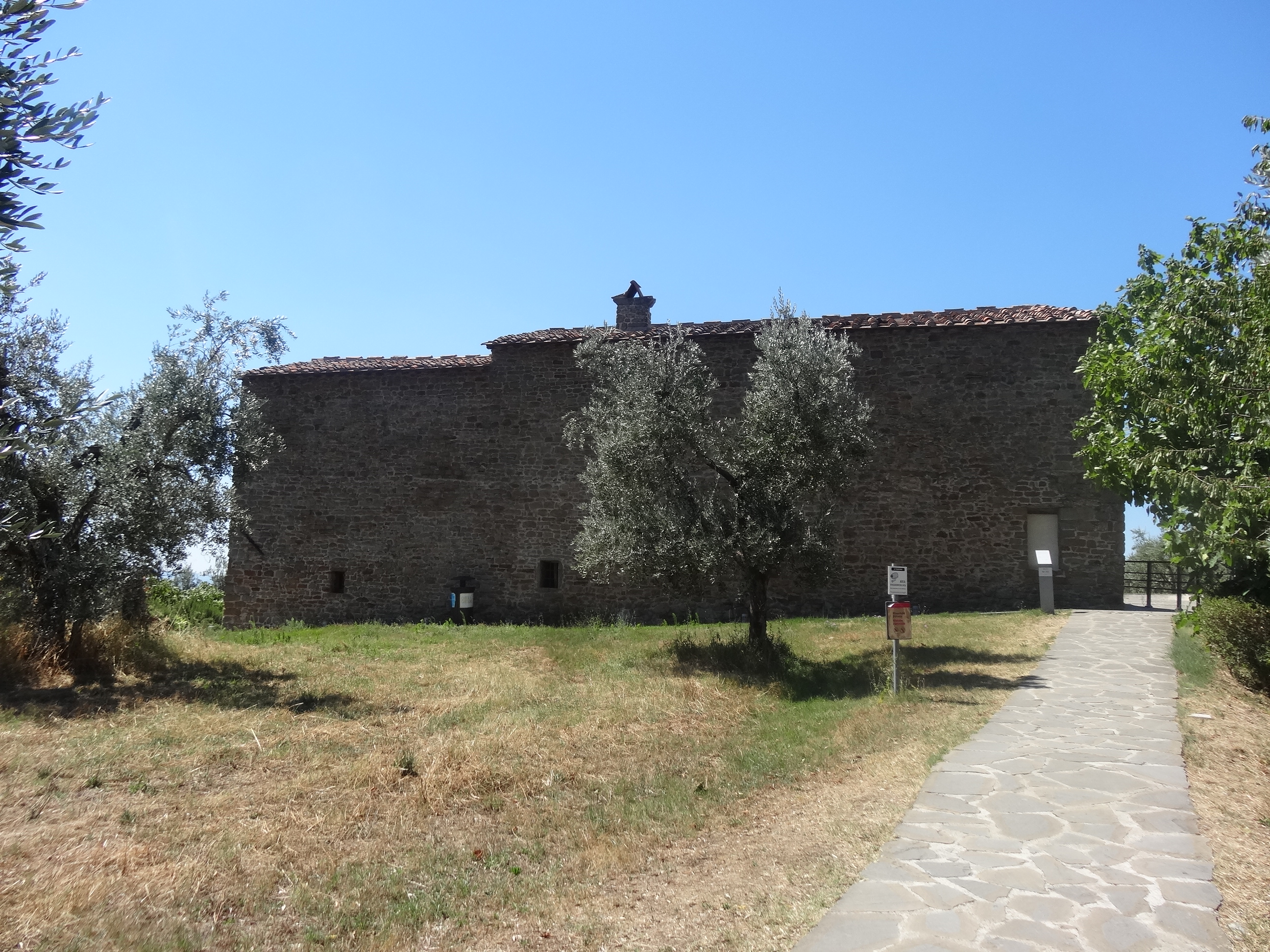
Maison natale de Léonard de Vinci d'Anchiano

Le musée est ouvert au public le 15 avril 1953, à la suite de la restauration du château par la municipalité entre 1939 et 1942, et de la généreuse donation par IBM italia, d'une importante collection de maquettes réalisées à partir des dessins de Léonard de Vinci. 

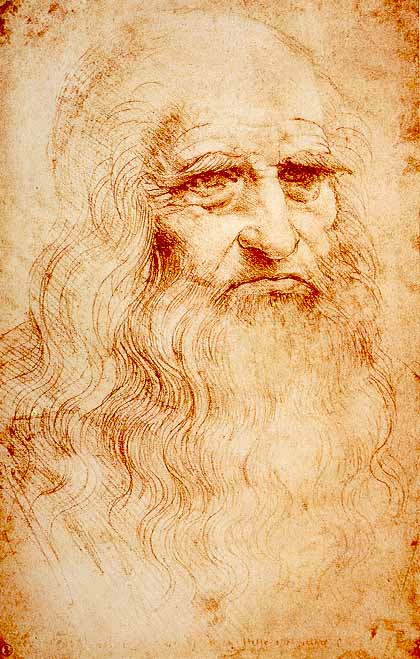
Léonard de Vinci
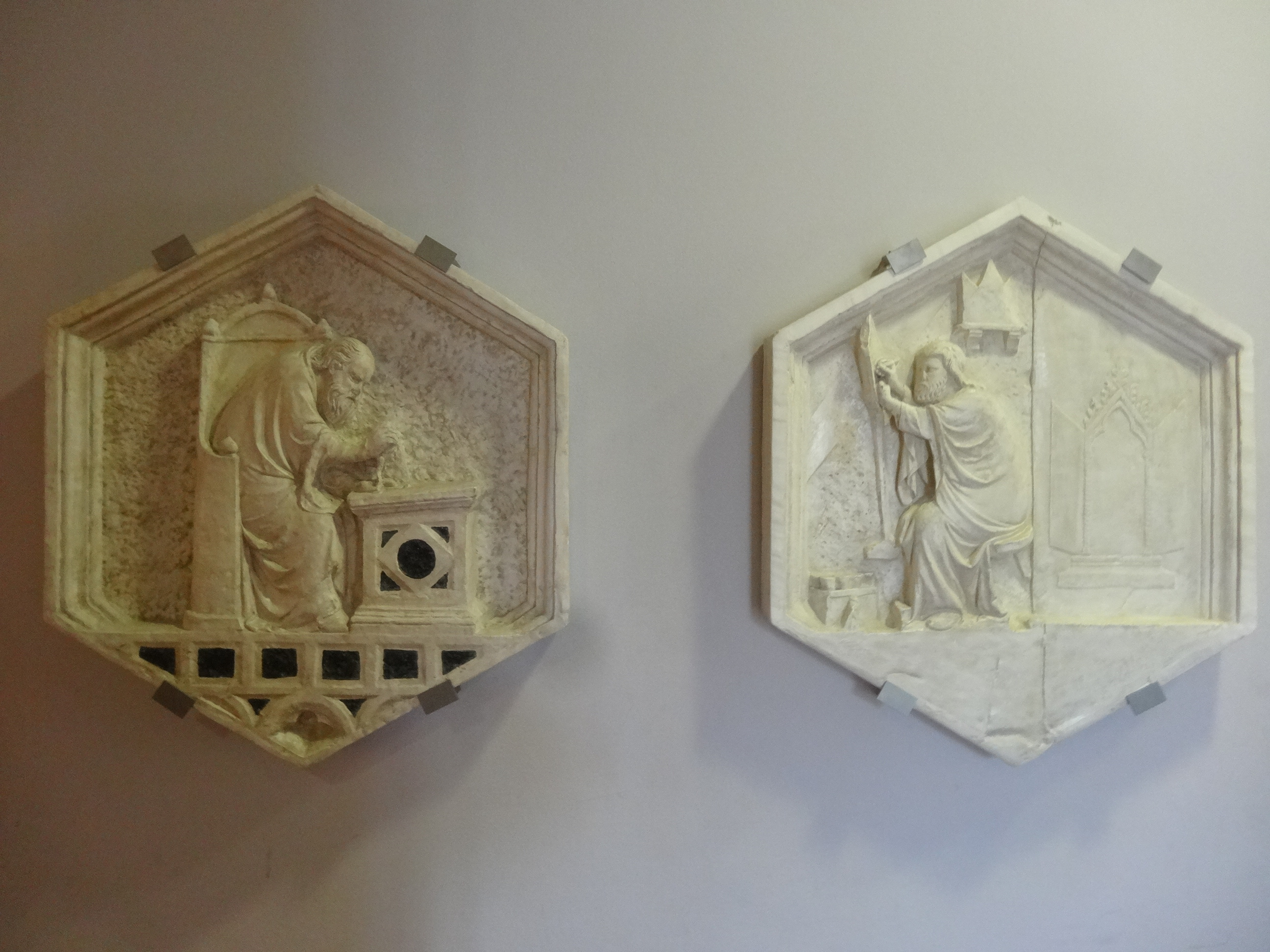
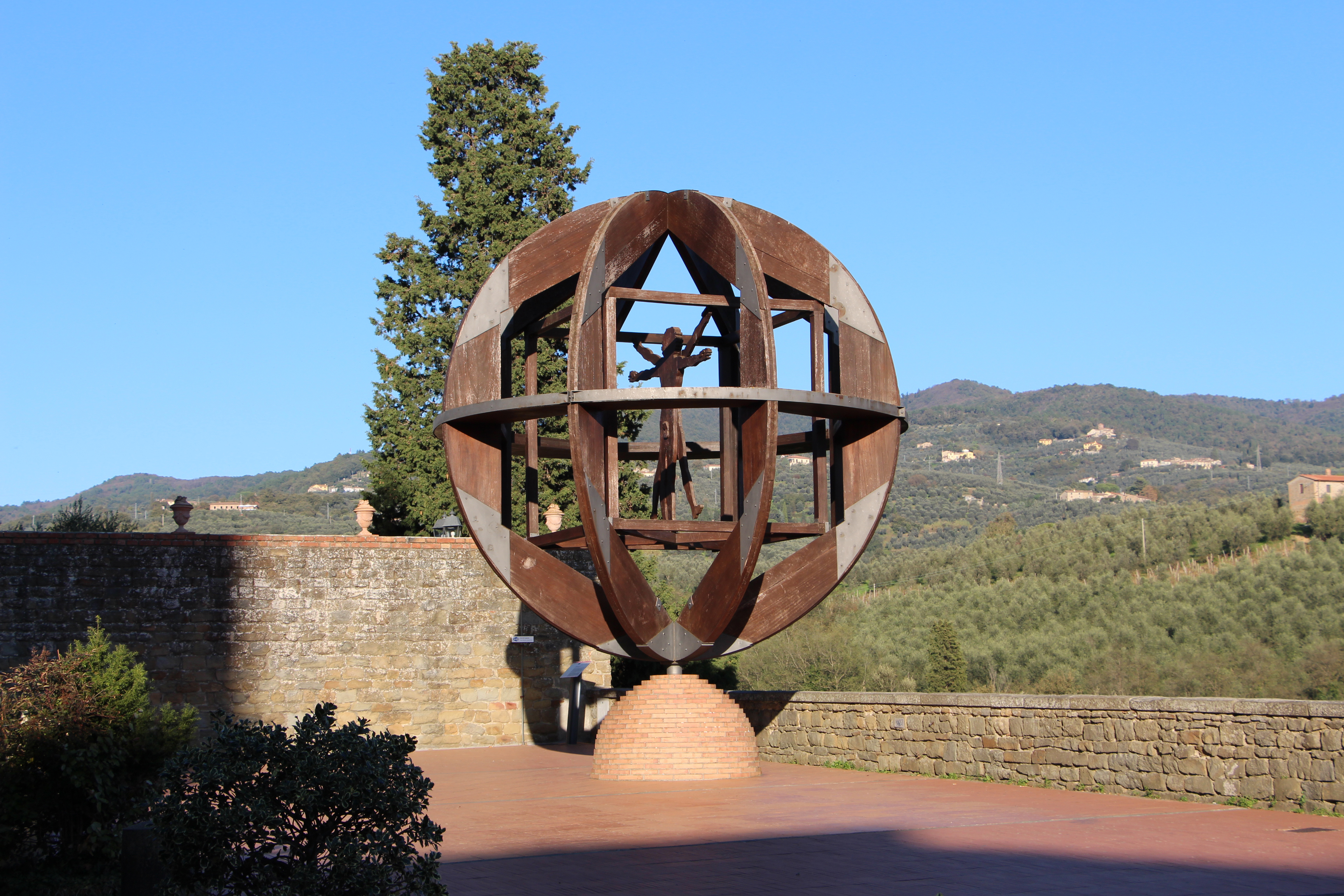
L'Homme de Vitruve, de Mario Ceroli (en)

Le musée s'étend également sur la maison Uzielli voisine depuis 2004, et intègre la bibliothèque Léonard de Vinci (Biblioteca Leonardiana) fondée en 1883 dans la commune, riche de manuscrits, dessins et plans originaux de Léonard de Vinci, et de plus de 100 000 références de documents de l'histoire des techniques.   

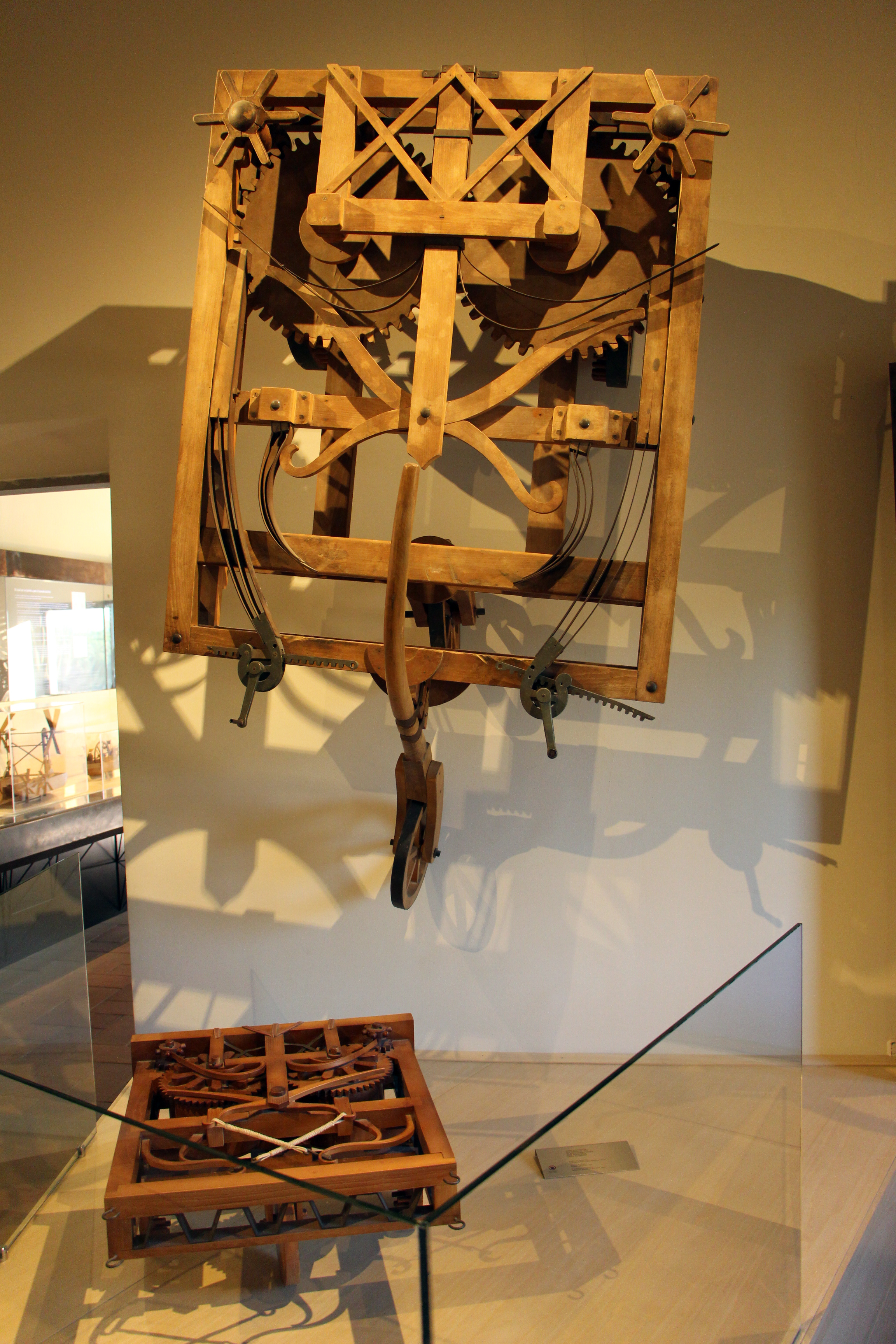
Automobile (Léonard de Vinci)
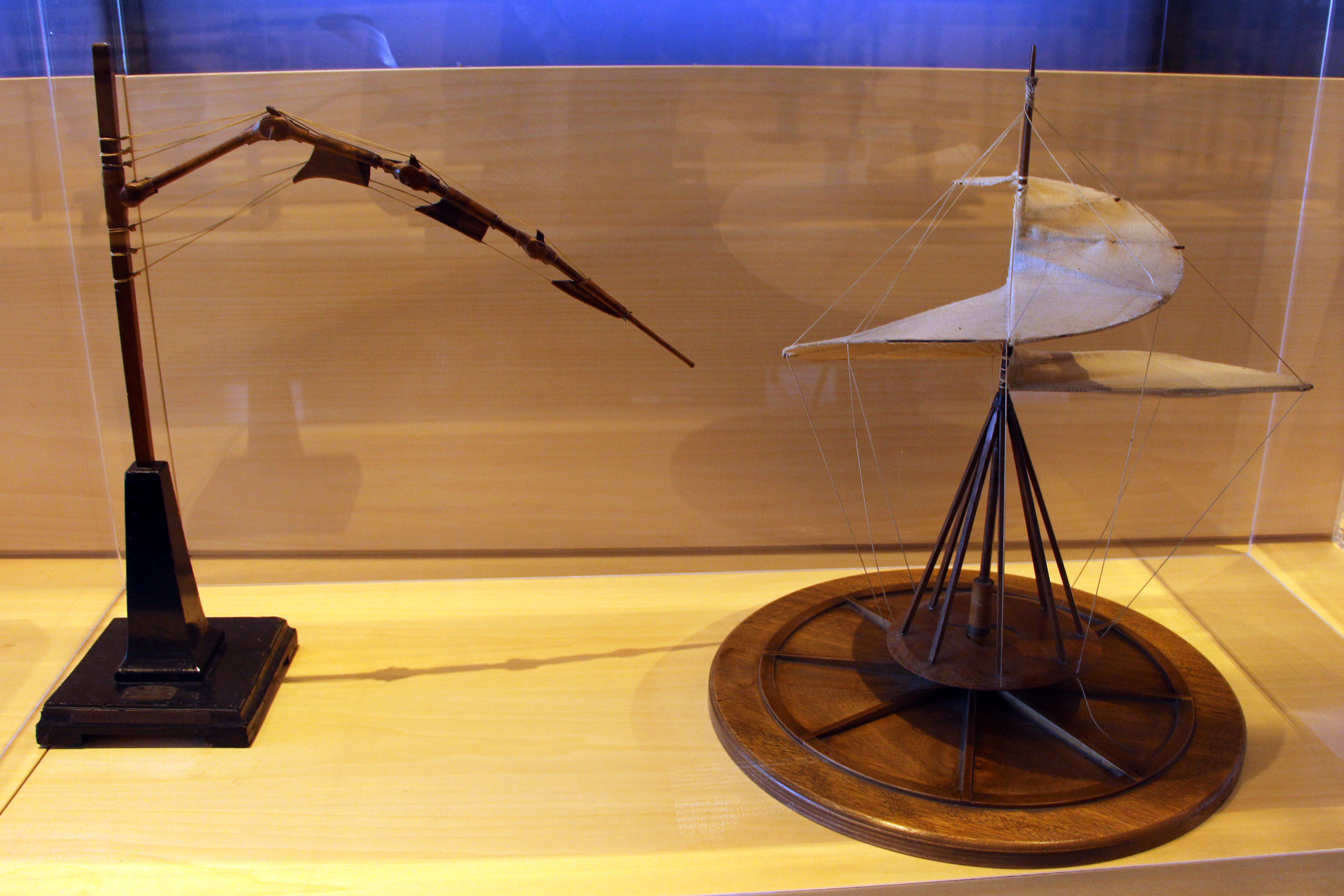
Vis aérienne (Léonard de Vinci)
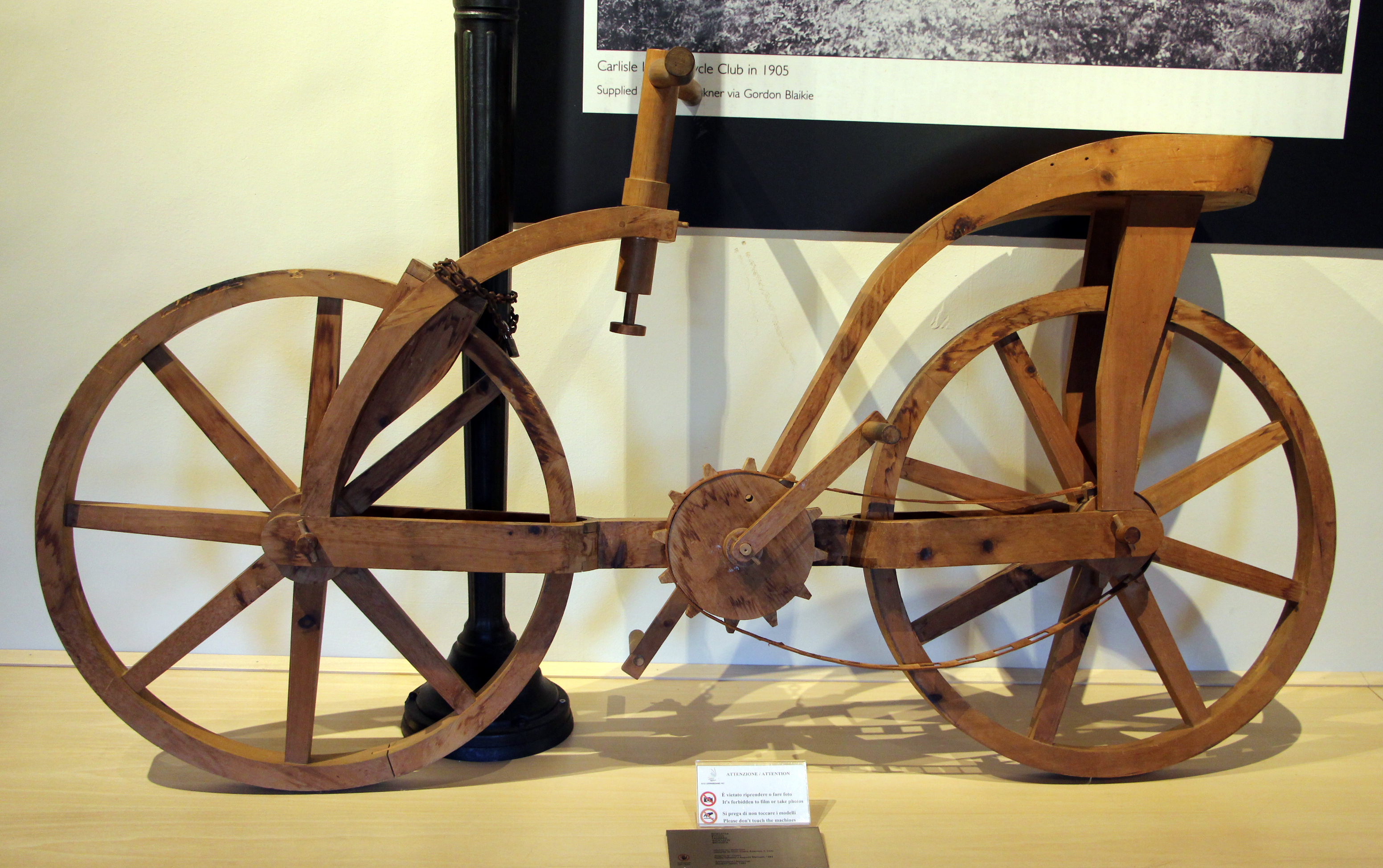
Bicyclette (Léonard de Vinci)
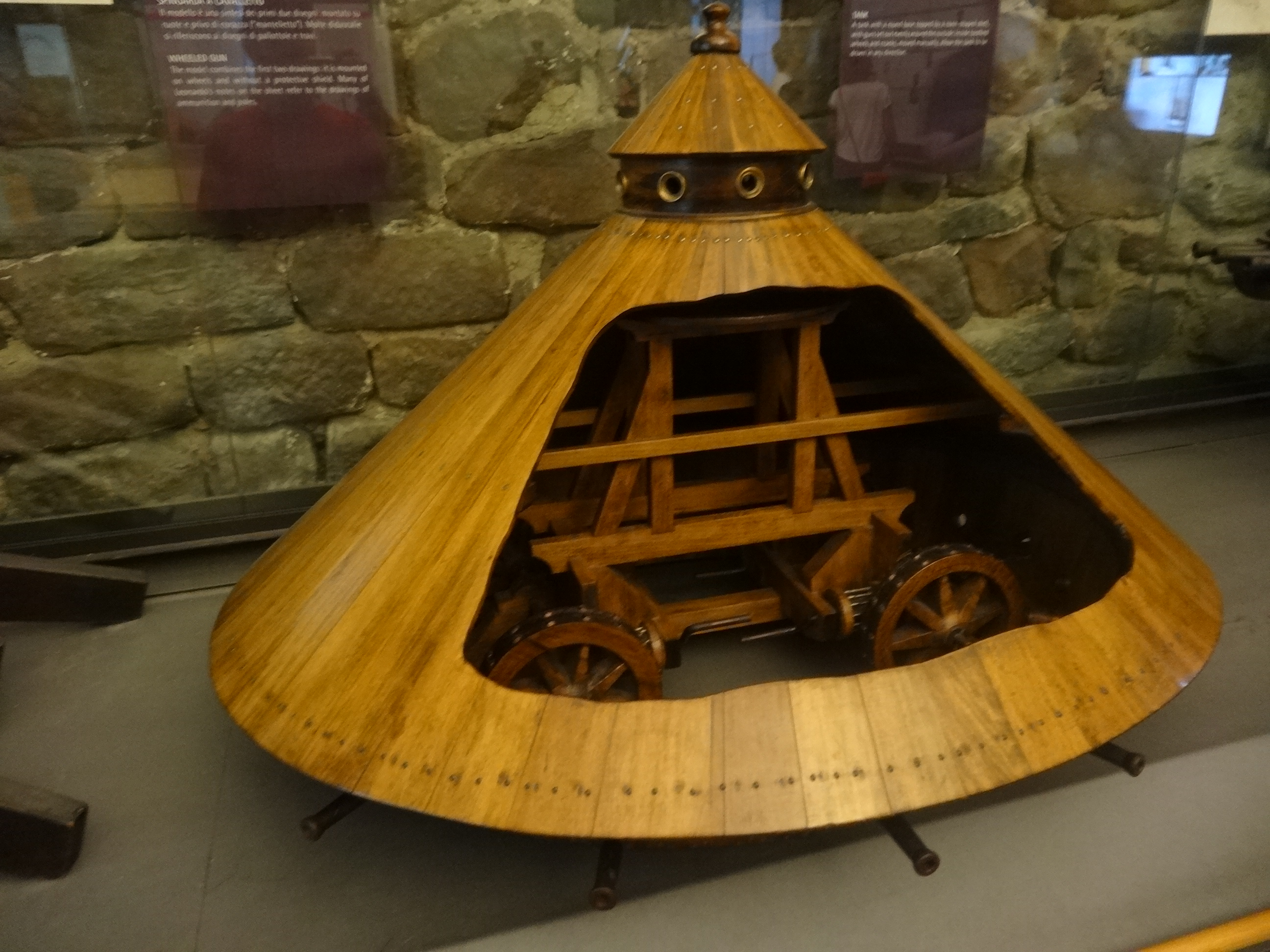
Char d'assaut (Léonard de Vinci)

Le musée expose une importante collection enrichie avec le temps, des œuvres du génie de la Renaissance Léonard de Vinci (peinture artistique, invention, science et technique, architecture...) avec de nombreuses reproductions de ses croquis et gravures, annotations manuscrites, plus de 60 machines construites à partir de ses dessins, montres mécaniques, et nombreuses applications interactives... 

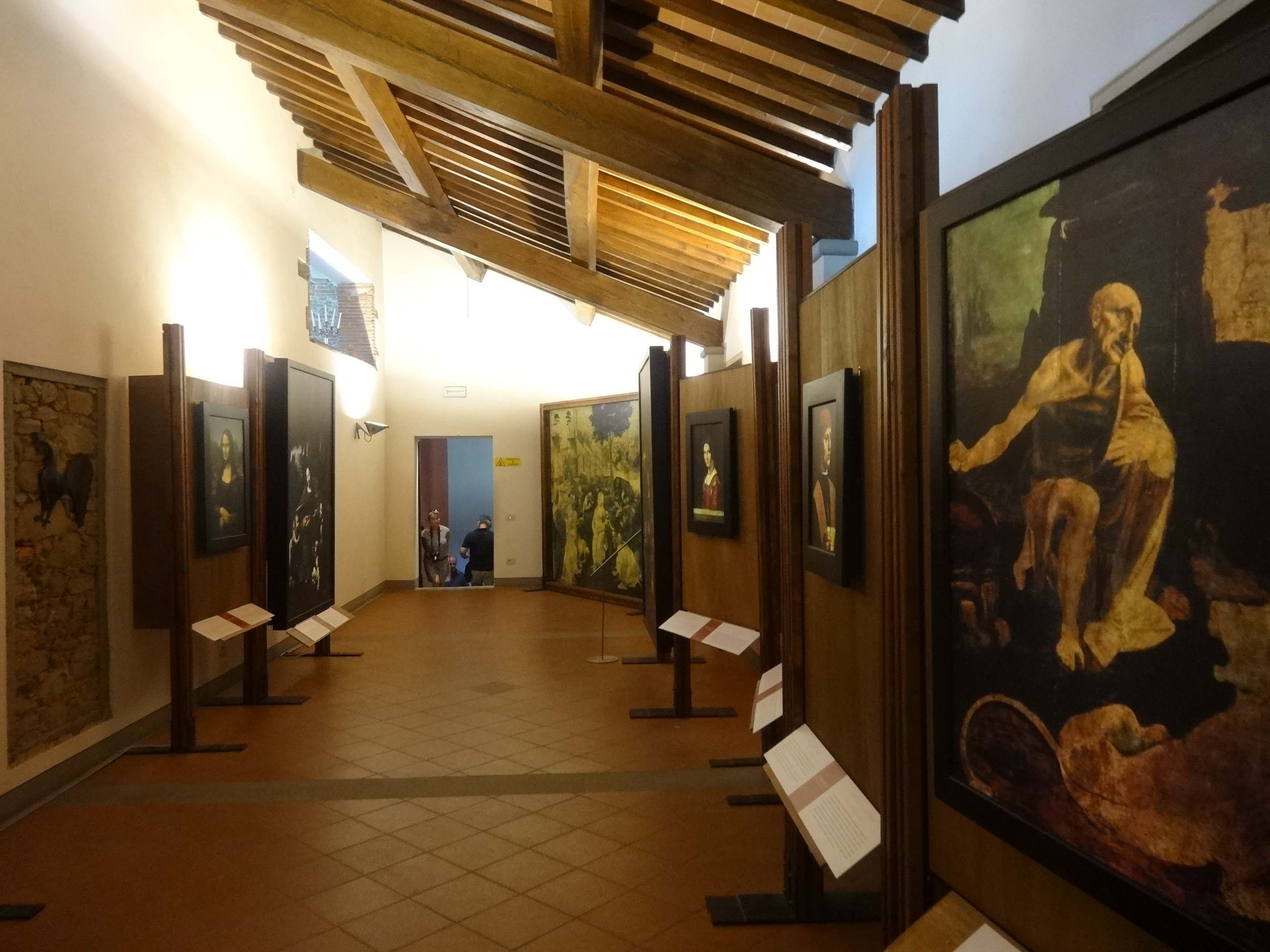
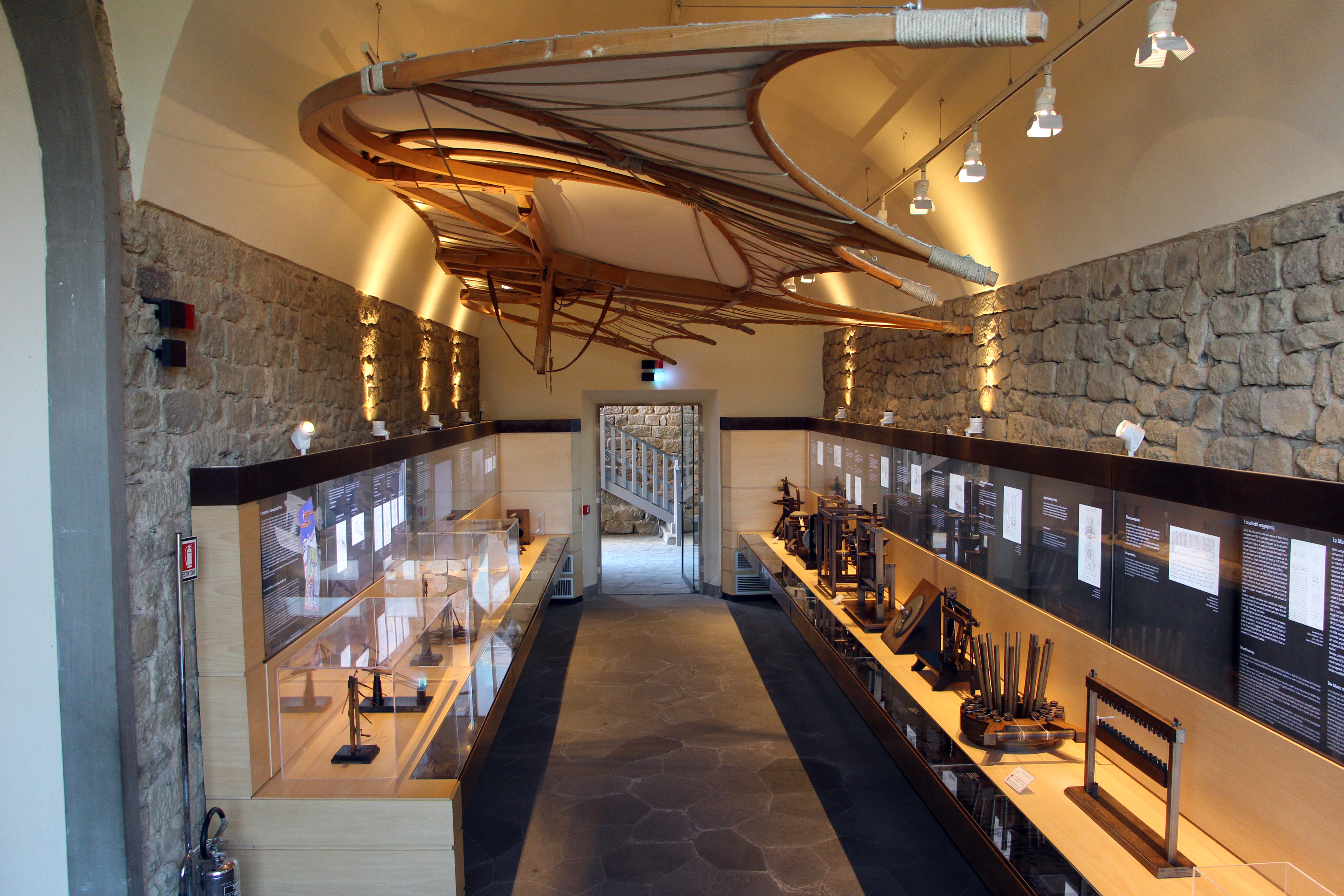
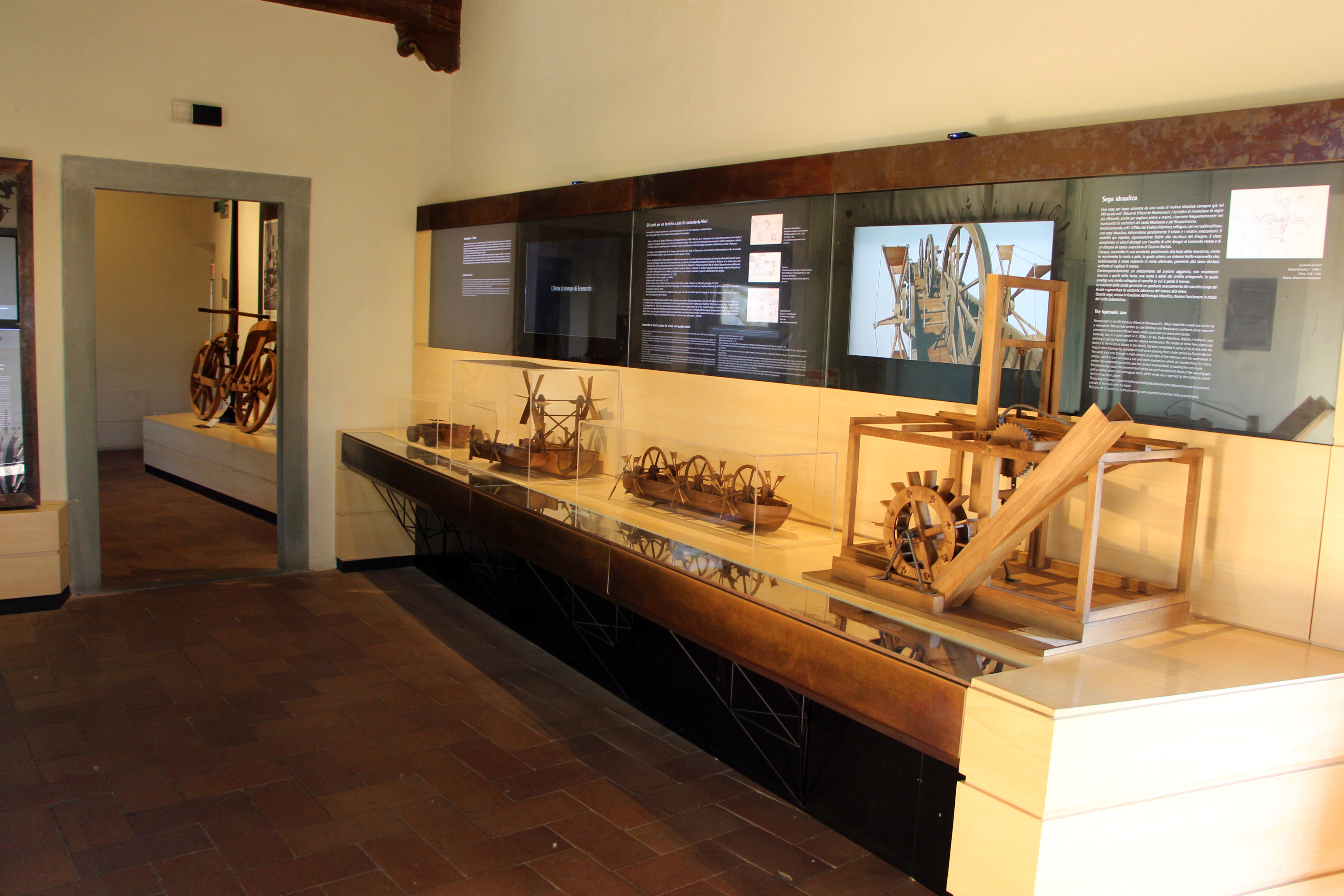
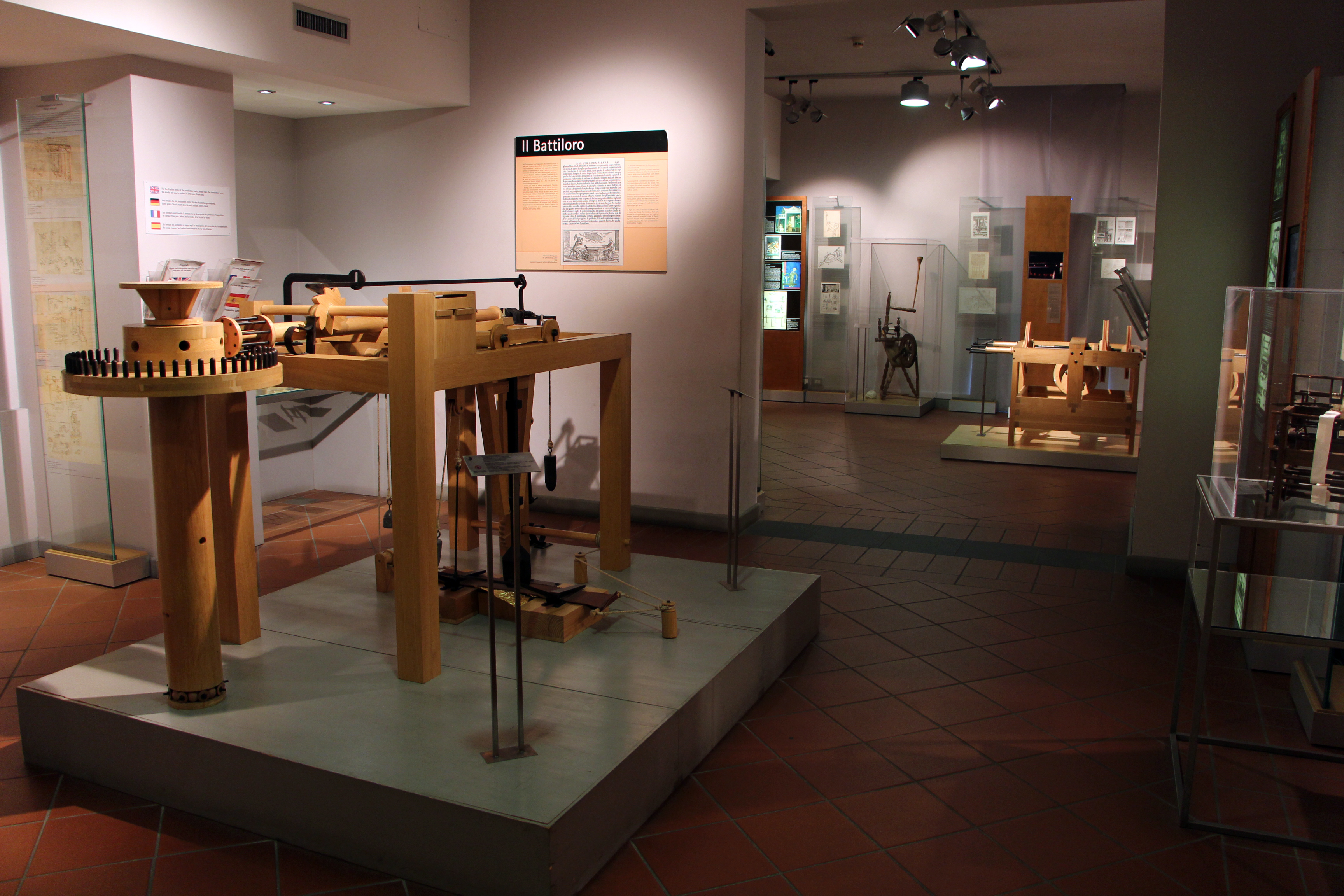
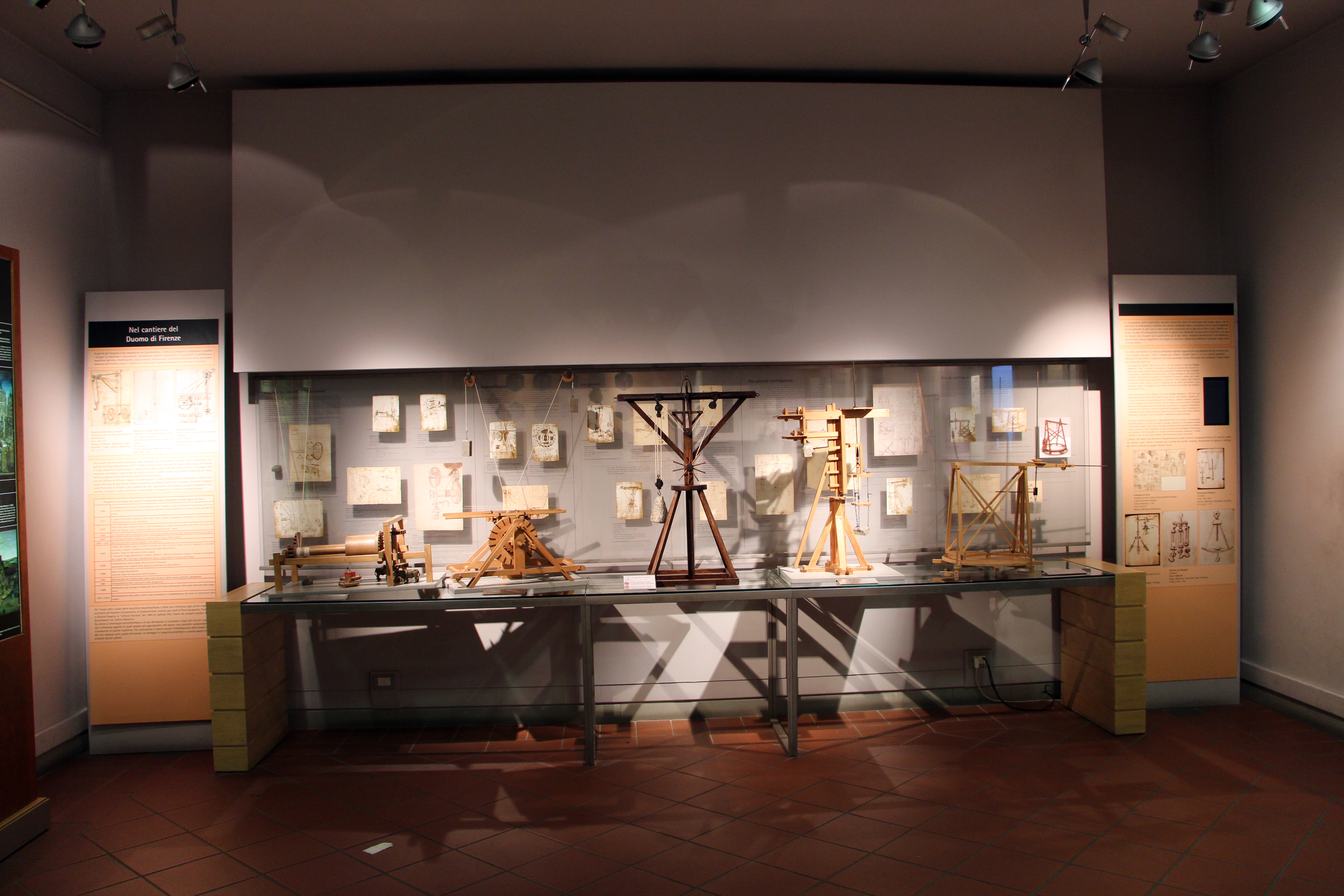

## Autres musées
- Musée Galilée de Florence
- Musée des sciences et des techniques Léonard de Vinci de Milan
- Château du Clos Lucé, et Château d'Amboise, d'Amboise en Indre-et-Loire
- Maison natale de Léonard de Vinci (au lieu-dit Anchiano, à 3 km de Vinci)